# Wace
Œuvres principales
- Roman de Brut
- Roman de Rou

Compléments
- Vie de sainte Marguerite
- La Conception de Notre Dame
- Vie de saint Nicolas

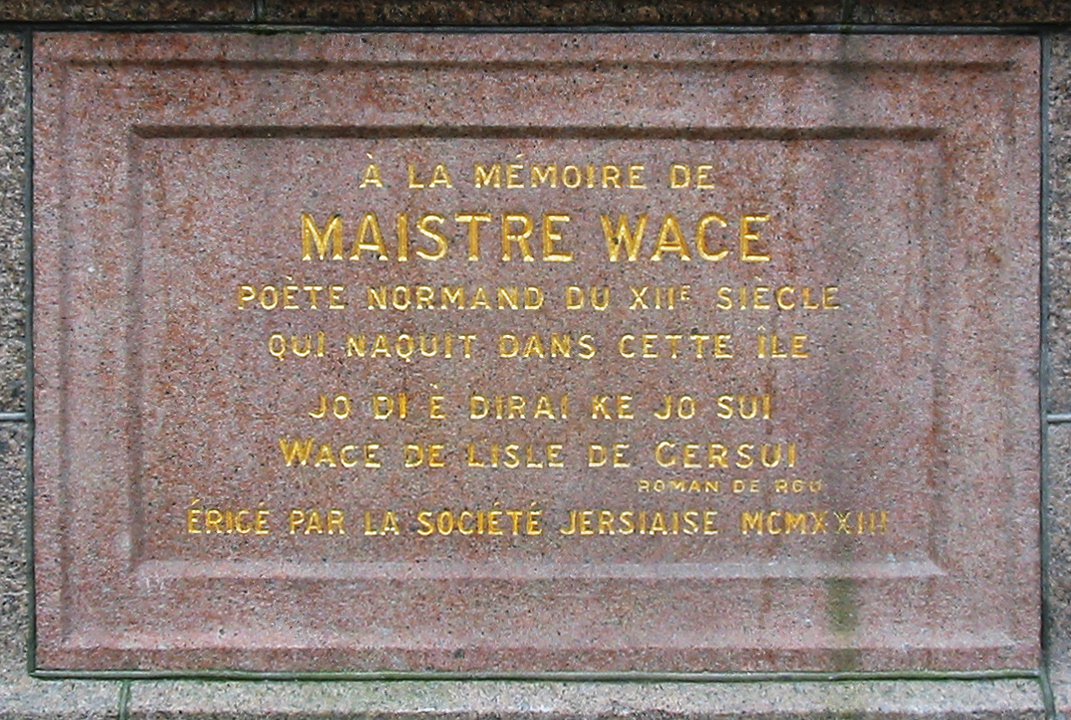
Plaque en l'honneur de Maître Wace sur la façade de la Royal Court House en bordure de la Royal Square (ancien Vièr Marchi) à Saint-Hélier.

Wace (né peu après 1100 à Jersey – mort entre 1174 et 1183) est un poète normand,. L'histoire littéraire l'a retenu pour ses deux œuvres majeures, le Roman de Brut et le Roman de Rou. Le premier de ces deux ouvrages introduit dans la littérature française le thème de la Table Ronde et la légende du roi Arthur ; le second retrace l'histoire de la Normandie, et notamment des attaques vikings.

## Les graphies et prononciations du nom de Wace
Rien que dans les différentes copies du Roman de Rou, le nom de l'auteur apparaît sous plusieurs formes différentes : Wace (cinq fois), Vace, Vacce, Vaicce (trois fois) et Gace (une fois). Il signe également Guace ou Wistace dans d'autres œuvres.
Wace ne doit surtout pas être prononcé à l'anglaise, c'est-à-dire [weis]. A l'origine, la prononciation en usage dans le domaine normanno-picard et dans les dialectes d’oïl septentrionaux était [was]. Au XIIe siècle, c'est-à-dire à l'époque où vivait l'auteur, la prononciation du w change et passe de [w] à [v], distinguant en cela le normand septentrional du picard, d'où la nouvelle graphie avec V initial. Par contre, dans le domaine du normand méridional et du français central, le [w] est passé à [g], ce qui explique la graphie alternative avec G(u) initial.
Il n'est pas d’usage, en français, de conserver la prononciation la plus ancienne des noms propres — dans ce cas [was] —, mais la plus récente :  on doit par conséquent dire [vas]. En revanche, il est légitime de conserver pour cet auteur du XIIe siècle la graphie traditionnelle et la plus courante : Wace.
La graphie contemporaine de cet anthroponyme est Vasse, nom de famille typique de la Normandie et surtout répandu dans le pays de Caux.
Au XVIIIe siècle, Wace a en outre été affublé par erreur du prénom Robert  et, au XIXe siècle, on a prétendu qu'il était noble.

## Biographie
Né sur l'île de Jersey, il passe sa jeunesse à Caen, où il est éduqué pour devenir clerc. Plus tard, il continue ses études en Île-de-France (Chartres ou Paris). Il revient ensuite à Caen et se consacre à la littérature. Dans son Roman de Rou, il se dit être clerc lisant. Le rôle désigné par cette locution a généré une importante littérature, son sens exact étant perdu. On suppose toutefois qu'il était un clerc qui se consacrait à la lecture ou qui enseignait. Au début de sa carrière littéraire, Wace écrit des poèmes lyriques, mais aucun n'a survécu. De ces premières années (1130-1150) ne subsistent que trois œuvres hagiographiques. En 1155, Wace achève l'écriture de son Roman de Brut, une chronique en vieux français sur les rois de Bretagne.
Dans la troisième partie de son Roman de Rou, Wace mentionne qu'il a reçu, en cadeau du roi Henri II d'Angleterre, une prébende au chapitre de Bayeux, et qu'il est donc chanoine à Bayeux. C'est peut-être une récompense pour son Roman de Brut, ou une incitation à écrire l'histoire du duché. Les documents qui nous sont parvenus montrent qu'il obtient cette prébende entre 1165 et 1169. Toutefois, à la fin de son Roman de Rou, Wace nous dit que son souverain n'est plus aussi généreux avec lui, et que sa subvention lui a été retirée.
Wace meurt à une date inconnue. L'événement le plus ancien mentionné dans la première partie du Roman de Rou peut être daté de 1174. Dans la suite, il mentionne Henri le Jeune comme étant vivant, or celui-ci ne meurt qu'en 1183. Wace est donc mort entre 1174 et 1183.
Wace raconte ainsi sa vie dans le Roman de Rou (III, 5299-5318) :

« Se l'on demande qui ço dist,

qui ceste estoire en romanz fist,

jo di e dirai que jo sui

Wace de l'isle de Gersui,

qui est en mer vers occident,

al fieu de Normendie apent.

En l'isle de Gersui fui nez,

a Chaem fui petiz portez,

illoques fui a letres mis,

pois fui longues en France apris ;

quant jo de France repairai

a Chaem longues conversai,

de romanz faire m'entremis,

mult en escris et mult en fis.

Par Deu aïe e par le rei

- altre fors Deu servir ne dei -

m'en fu donee, Deus li rende,

a Baieues une provende.

rei Henri segont vos di,

nevo Henri, pere Henri. »

## Œuvres

### Œuvreshagiographiques
Au début de sa carrière littéraire, Wace écrit une série de vies de saints composées en octosyllabes. Trois œuvres sont parvenues jusqu'à nous :
- Vie de sainte Marguerite, écrite vers 1130-40 ;
- La Conception de Notre Dame, écrite vers 1130-40, mais probablement après l'œuvre précédente ;
- Vie de Saint Nicolas, écrite vers 1150.

### Œuvres historiographiques
Le Roman de Brut (ou Brut de Bretagne), achevé en 1155, est la plus ancienne chronique existante en vieux français sur les rois de Bretagne, dont la lignée remonte au légendaire Brutus de Bretagne. Cette œuvre est composée de 14 866 vers octosyllabiques. Wace la disait être une traduction, mais c'est en fait bien plus qu'une simple traduction. Elle est basée sur l'une des premières versions de l'Historia regum Britanniae (vers 1138) de Geoffroy de Monmouth, mais contient aussi des éléments provenant de la tradition orale et peut-être d'autres sources écrites. Le Roman de Brut est une œuvre qui inspira bien des auteurs, notamment Chrétien de Troyes.
Le Roman de Brut retrace l'histoire des rois bretons à partir d'une putative origine troyenne, en passant par la fondation de l'île de Bretagne par Brutus (Brut), jusqu'à la fin du règne du roi Arthur, avec les invasions saxonnes de la fin du VIIe siècle. C'est dans cette œuvre qu'il est, pour la première fois, fait allusion à la Table Ronde. Il relie ainsi la chevalerie dont l'origine est guerrière et « française » à certaines traditions insulaires « bretonnes », association d'où naîtront les Chevaliers de la Table Ronde.
Le Roman de Rou, une chronique sur les ducs et le duché de Normandie, est dédié à Aliénor d'Aquitaine et Henri II d'Angleterre. Il comprend quatre parties distinctes. La première est une chronique de 315 alexandrins, qui retrace l'histoire, chronologiquement inversée, des ducs normands, de Henri II à Rollon. La deuxième, composée de 4 425 alexandrins décrit la fondation du duché par Rollon et son histoire jusqu'à 965. La troisième partie est la plus importante. Elle est composée de 11 440 vers octosyllabes et continue la chronologie de l'histoire du duché de 965 à la bataille de Tinchebray en 1106. Les historiens pensent que la dernière partie est en fait un brouillon du poème qui a été abandonné, et n'est absolument pas la fin du poème. Elle est composée de 750 vers octosyllabes.
Pour composer cette œuvre, Wace utilise de nombreuses sources, notamment les travaux de Guillaume de Jumièges, Guillaume de Poitiers, Dudon de Saint-Quentin, Guillaume de Malmesbury et Eadmer. Il utilise aussi beaucoup la tradition orale.

## Importance de Wace
Pour la professeure de littérature Jean Blacker, Wace a joué un rôle important dans le développement du français par son usage d'un vocabulaire important et varié. Avant Chrétien de Troyes, il introduit dans le roman la Matière de Bretagne, c'est-à-dire la légende de la Table Ronde.

## Critique de son œuvre
Pour Jean Blacker, le roi Henri II d'Angleterre arrêta de subventionner Wace car son Roman de Rou lui déplaisait. La raison est que Wace décida d'écrire l'histoire du duché de Normandie telle qu'il la comprenait, et qu'il n'en fit pas une œuvre à la gloire du roi.
La valeur historique du Roman de Rou a longtemps été discutée, et la réputation de chroniqueur de Wace sérieusement écornée. En 2005, une importante étude d'Elisabeth van Houts démontra que les critiques envers Wace n'étaient, pour la plupart, pas fondées. Néanmoins, Wace semble avoir particulièrement souligné les contributions faites par les familles de la région de Bayeux, si bien qu'il faut considérer certains des noms mentionnés avec précaution. Pour C. Warren Hollister, Wace semble aussi avoir pris pour argent comptant les traditions orales des familles anglo-normandes de son époque.

## Éditions de ses œuvres
- Le Roman de Rou et des ducs de Normandie, éd. Édouard Frère, Rouen, 1827. Tome I, Tome II sur Google Livres.
- Roman de Rou, édité par J. Holden, 3 volumes. Paris, 1970-1973.
- The Roman de Rou, traduit par G. S. Burgess, St Helier, 2002 ; texte de A. J. Holden avec annotations de G. S. Burgess et E. A. van Houts.
- Le Roman de Brut, Rouen, éd. Édouard Frère, 1836. sur Google Livres, sur le projet Gutenberg.
- Roman de Brut, édité par I. Arnold, 2 vols., Paris, 1938-1940.
- Wace's Roman de Brut. A History of the British. éd. (revue à partir de celle d'I. Arnold) trad. Judith Weiss, Exeter, Univers. of Exeter Press, 1999.
- Life of St Nicholas, édition M. Crawford, 1923.
- Vie de Saint Nicolas, édition E. Ronsjö, 1942.
- Vie de Saint George, édité par Victor Luzarche, Tours, imprimerie J. Bouserez, 1858. Attribution contestée[14].
- La vie de Sainte Marguerite, édition E. A. Francis, 1932 (sur gallica).
- Vie de Sainte Marguerite, édition H.-E. Keller, 1990.
- Conception Nostre Dame, édition W. R. Ashford, 1933 (sur gallica).
- Vie de Sainte Marguerite, Conception Nostre Dame, Vie de Saint Nicolas, édition bilingue. Publication, traduction, présentation et notes par Françoise Laurent, Françoise Le Saux et Nathalie Bragantini-Maillard, Paris, Honoré Champion, 2019.
- Wace et l'église, Les princes et la foi, - Denis Hüe et Michel Vital Le Bossé, Éditions Paradigme
- Le Style de Wace, Denis Hüe, Éditions Paradigme
- Wace, auteur, créateur, écrivain, - Denis Hüe, Éditions Paradigme 2024
- Le roman de Brut : entre mythe et réalité, - Claude Letellier, Denis Hüe, Éditions Paradigme